# Masalia semifusca
Masalia semifusca là một loài bướm đêm trong họ Noctuidae.